# Glenn Michibata
Glenn Michibata (Toronto, Canadá, 13 de junio de 1962) es un exjugador de tenis canadiense que alcanzó a ocupar el puesto de N.º 5 del mundo en dobles.

## Finales de Grand Slam

### Finalista Dobles (1)
| Año  | Torneo               | Pareja        | Oponentes en la final       | Resultado       |
| 1990 | Abierto de Australia | Grant Connell | Pieter Aldrich Danie Visser | 4-6 6-4 4-6 1-6 |